# Assemblée nationale (Laos)
Pour les autres articles nationaux ou selon les autres juridictions, voir Assemblée nationale.
9e législature
L'Assemblée nationale (en lao : ສະພາແຫ່ງຊາດ romanisé : Sapha Heng Xat) est l'organe législatif monocaméral du Laos. Son siège est situé à Vientiane, la capitale du pays.

## Système électoral

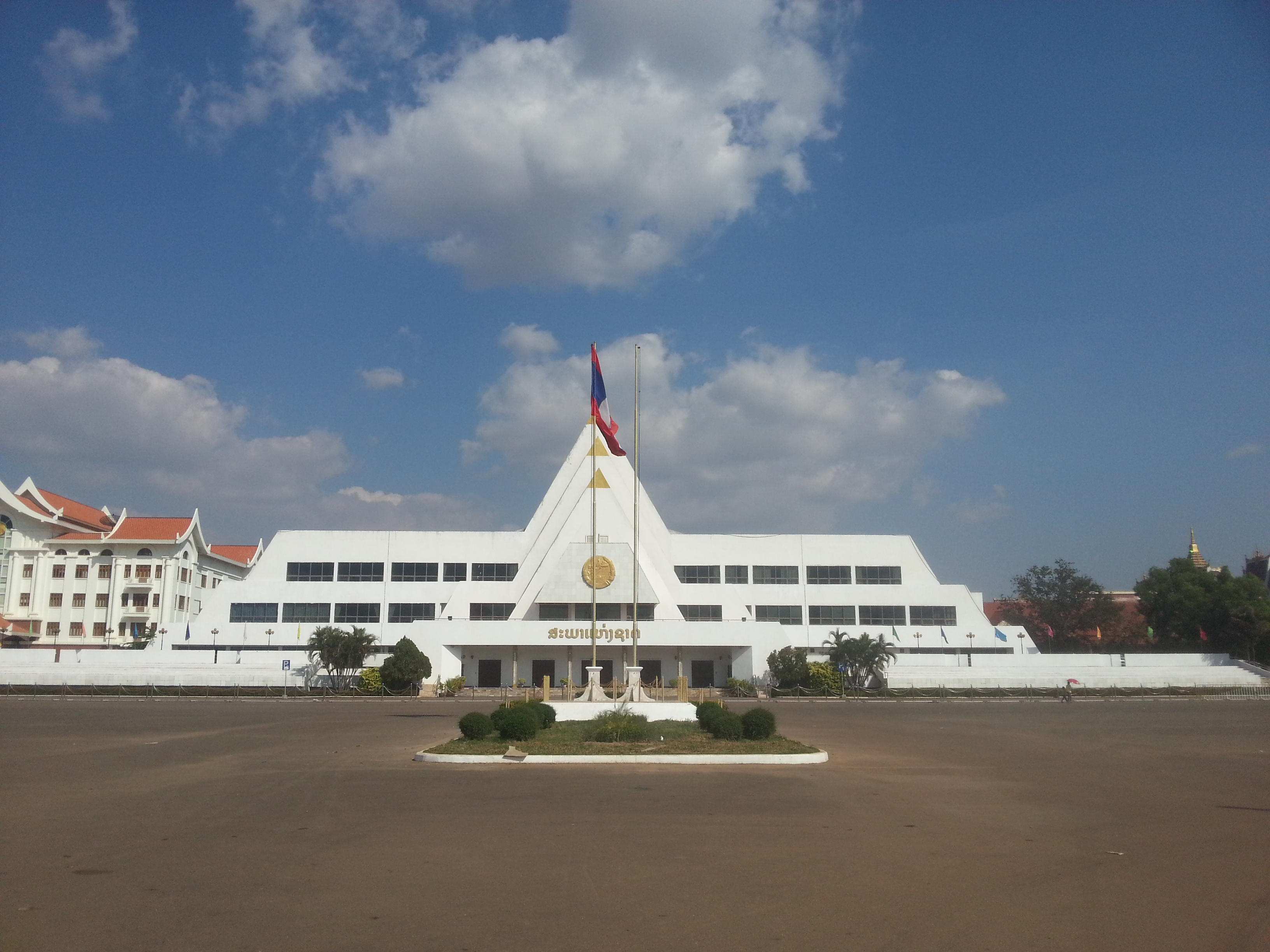
Ancien siège de l'Assemblée nationale jusqu'en 2022.

L'Assemblée nationale est doté de 164 sièges pourvus pour cinq ans au scrutin majoritaire plurinominal dans 18 circonscriptions de 5 à 19 sièges. Dans chacune d'elles, les électeurs votent pour une liste comportant autant de candidats que de sièges à pourvoir, et la liste remportant le plus de suffrages remporte tous les sièges. Pour pouvoir concourir, les candidats doivent préalablement obtenir le soutien d'une collectivité locale ou d'une organisation de masse.
Le total des sièges suit l'augmentation de la population, passant ainsi de 132 en 2011 à 149 en 2016 puis 164 en 2021. Chaque province est en effet dotée d'un minimum de cinq sièges, plus un siège par tranche de 50 000 habitants au dessus de 250 000, avec un maximum fixé à 19 sièges.